# Côte d'Ivoire (colonie)
Pour les articles homonymes, voir Côte d'Ivoire (homonymie).
1893–1960
Entités précédentes :
- Royaumes précoloniaux
- Empire wassoulou
- Guinée française

Entités suivantes :
- Côte d'Ivoire

La Côte d'Ivoire est une colonie française qui existe de 1893 à 1960. Elle fait partie de la fédération de l’Afrique-Occidentale française. Il s'agit de l'une des plus riches et des plus peuplées des colonies françaises d'Afrique subsaharienne. La colonie accède à l'indépendance en 1960 pour former la république de Côte d'Ivoire.

## Géographie
La Côte d'Ivoire a une superficie de 322 462 km2. Elle est limitée au nord par la Haute-Volta — devenue Burkina Faso en 1984 — et le Soudan français — devenu Mali peu après l'indépendance —, à l'est par la Côte-de-l'Or — devenu Ghana à l'indépendance —, à l'ouest par le Liberia et la Guinée française — devenue Guinée à l'indépendance — et au sud par l'océan Atlantique.
Le relief de la Côte d'Ivoire est peu contrasté : il se présente comme une suite de grands plateaux qui descendent par paliers successifs vers l'océan Atlantique et lui donnent une apparence de planéité et d'horizontalité.
La Côte d'Ivoire est caractérisée par deux grands types de végétation : la forêt, qui appartient au domaine guinéen, et la savane, qui se rattache au domaine soudanais.

## Histoire

### Décret du10 mars 1893
Les années 1800 marquent la signature de plusieurs traités de protectorats entre les Européens et les peuples autochtones sur le littoral.
Le décret du 10 mars 1893 porte création de la colonie ivoirienne avec pour premier gouverneur Luis Gustave Binger. Sa place dans l'Afrique-Occidentale française (AOF) est précisée en 1904.

## Démographie
La Côte d'Ivoire regroupe quatre grands groupes ethniques comptabilisant plus d'une soixantaine d'ethnies.

## Économie

Carte politique de l'Afrique de l'Ouest en 1875 montrant le comptoir de Grand-Bassam, prémisse à la colonie de Côte d'Ivoire.